# 吉野俊昭
吉野 俊昭（よしの としあき、1950年10月10日 - 2018年7月31日）は、日本の経営者。ロート製薬社長を務めた。

## 経歴・人物
静岡県出身。1974年に甲南大学法学部を卒業し、同年にロート製薬に入社した。2004年に取締役に就任し、2008年に常務を経て、2009年6月に社長に就任。なお、ロート製薬創業以来初の親族外社長である。
2018年7月31日心筋梗塞のために在任時に死去。67歳没。